# Paul Jacobsohn
Paul Jacobsohn  (* 30. September 1868 in Berlin; † 11. Januar 1931 ebenda) war ein deutscher Mediziner und Autor auf dem Gebiet der Krankenpflege.

## Leben
Jacobsohn besuchte das Gymnasium in Berlin und studierte in Berlin und Freiburg, mit der Promotion zum Dr. med. 1891. Danach war er 1892 bis 1894 Assistenzarzt am Jüdischen Krankenhaus in Berlin und 1894 bis 1897 Assistent von Martin Mendelsohn. 1898 gründete er die Deutsche Krankenpflege-Zeitung und war mit Eduard Dietrich deren Herausgeber. 1899 gründete er den Deutschen Krankenpflegerbund und widmete sich der Ausbildung von Krankenpflegern und Krankenpflegerinnen. 1903 unterstützte er die „Reformerin der deutschen Krankenpflege“ Agnes Karll (1868–1927) bei der Konstituierung einer Berufsorganisation der weiblichen Krankenpflege. 1910 forderte er die Errichtung einer „Krankenpflegekammer“ in der Art der „Ärztekammer“. Er erfand eine Tragbahre und Waage für die Krankenpflege und -transport. 
Die Ehefrau, Cora Jacobsohn geb. Kalisky, wurde am 17. März 1943 nach Theresienstadt deportiert, wo sie ein Opfer der nationalsozialistischen „Endlösung der Judenfrage“ wurde.

## Schriften
- mit George Meyer, Georg Liebe: Handbuch der Krankenversorgung und Krankenpflege, Berlin 1898 bis 1902